# I tulipani di Haarlem
I tulipani di Haarlem è un film del 1970 diretto da Franco Brusati.
È stato presentato in concorso al 23º Festival di Cannes.

## Trama
Pierre Dominique è un giovane contento del suo modo di vivere; conosce Sara, una ragazza inglese che ha tentato di suicidarsi per amore, e se ne innamora. 
Sara gli chiede crudeli prove del suo amore, e alla fine accetta i suoi sentimenti, ricambiandoli; ma la felicità di Pierre e la gelosia la rendono folle. Acceca quindi Pierre per renderlo completamente suo, e bisognoso di lei.